# Brassia arachnoidea
Brassia arachnoidea är en orkidéart som beskrevs av João Barbosa Rodrigues. Brassia arachnoidea ingår i släktet Brassia och familjen orkidéer. Inga underarter finns listade i Catalogue of Life.

## Bildgalleri

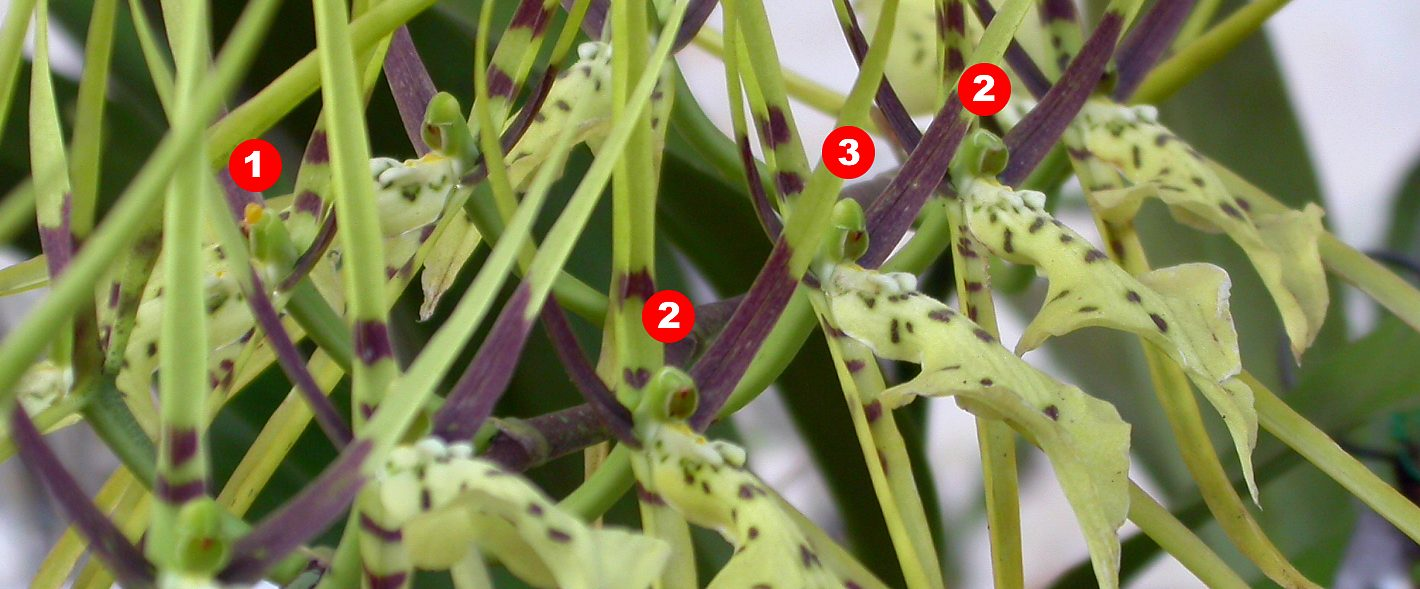
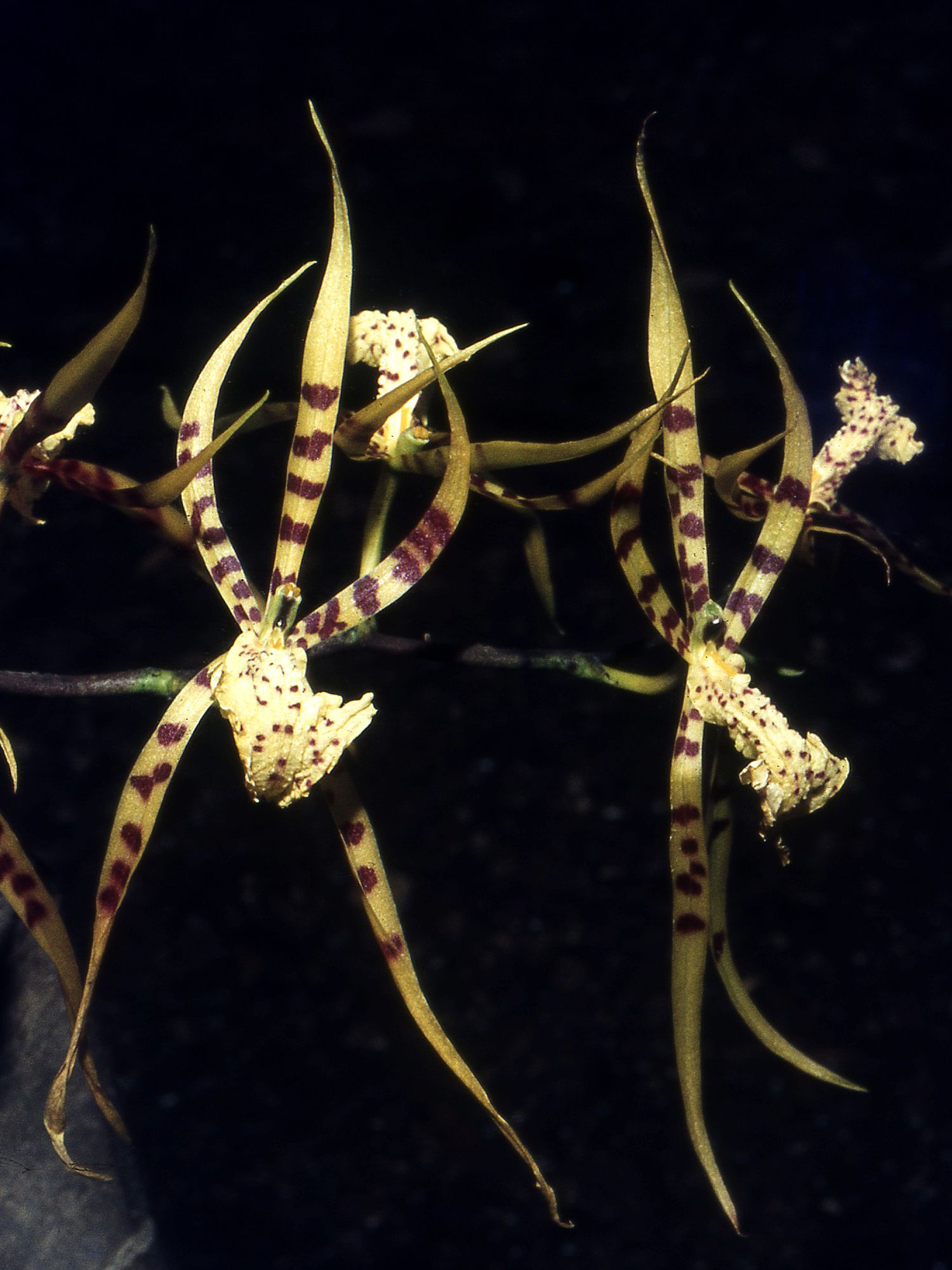